# Leptocroca
Leptocroca är ett släkte av fjärilar. Leptocroca ingår i familjen praktmalar, Oecophoridae.

## Bildgalleri

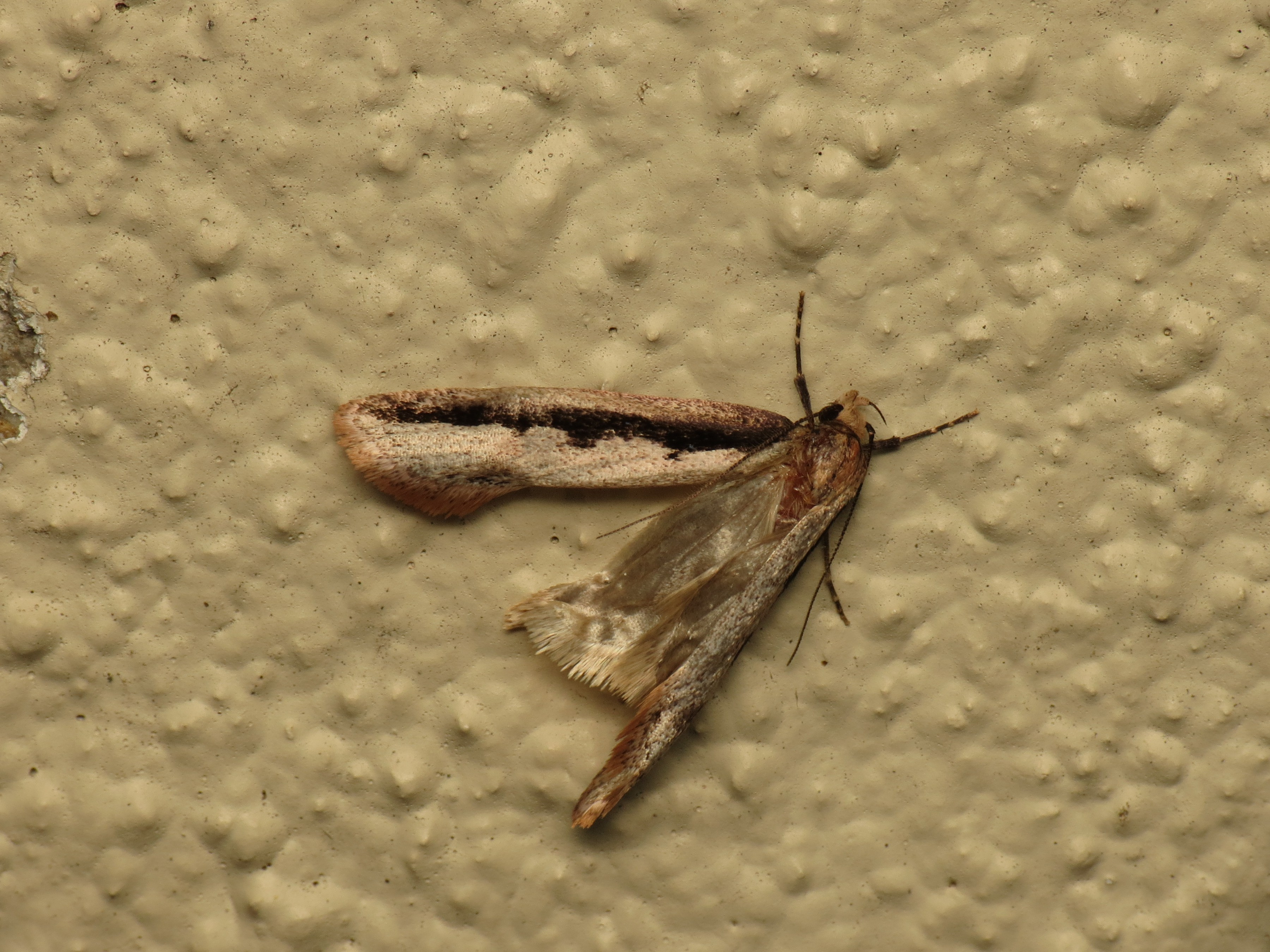
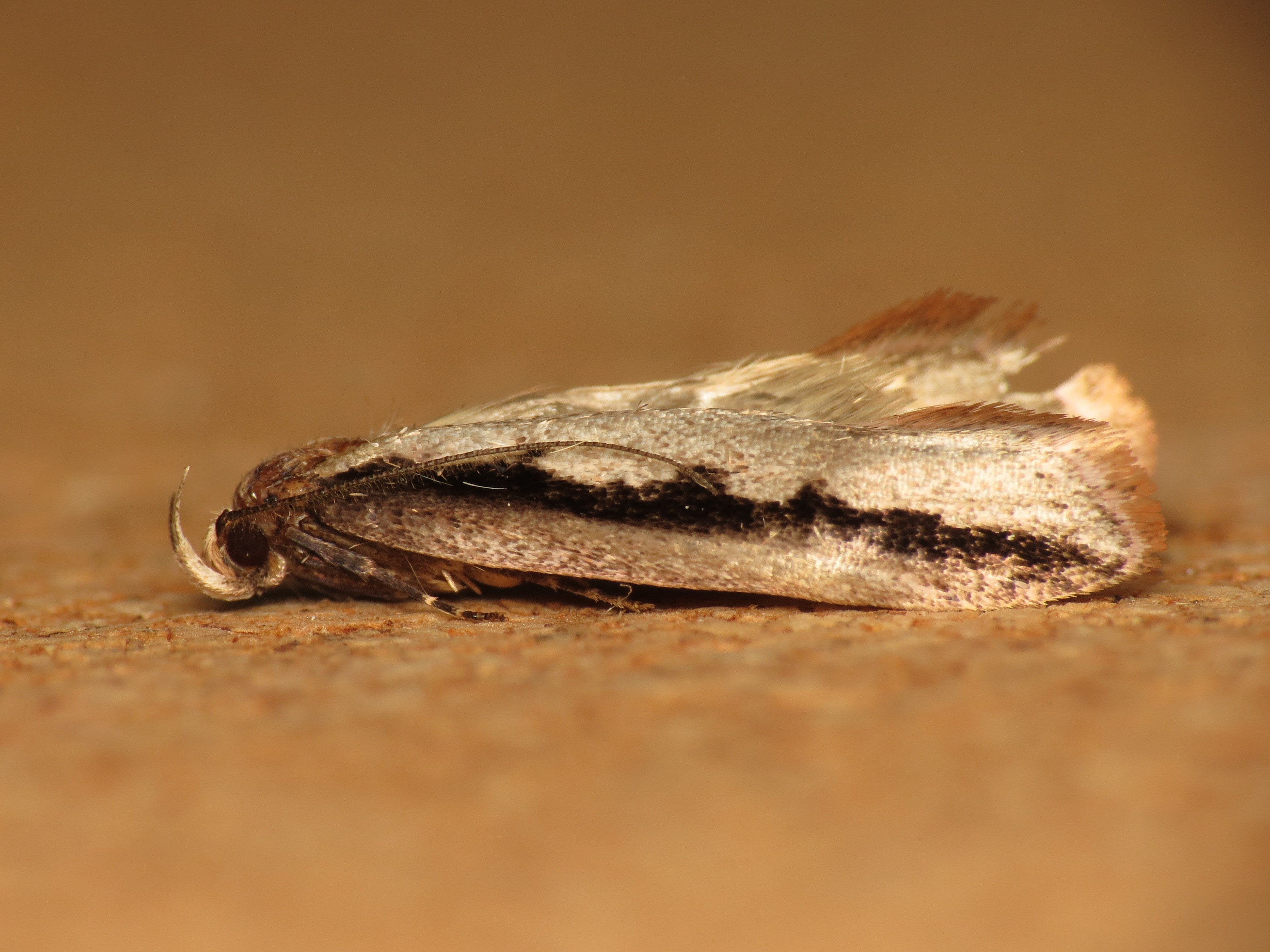
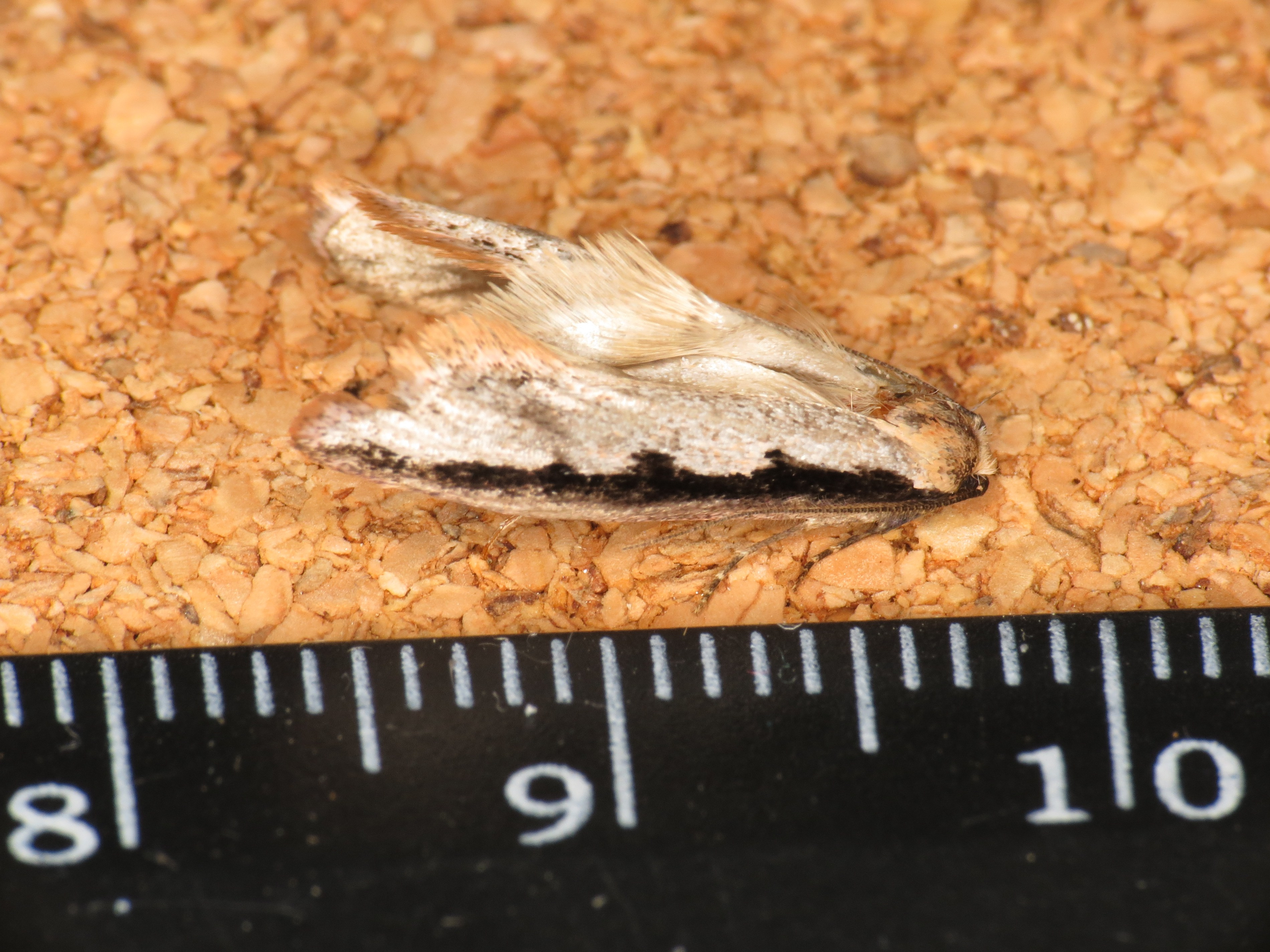
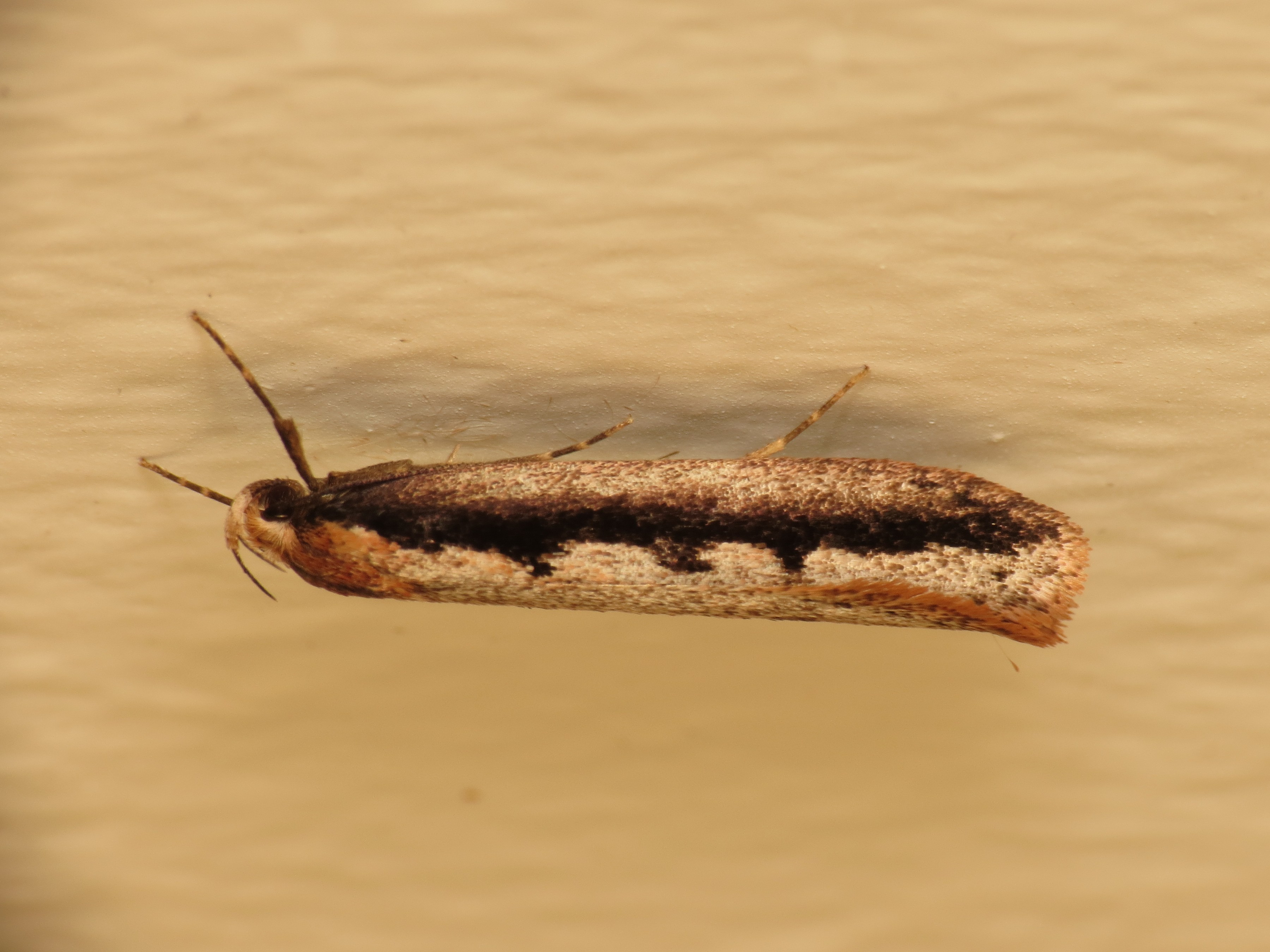
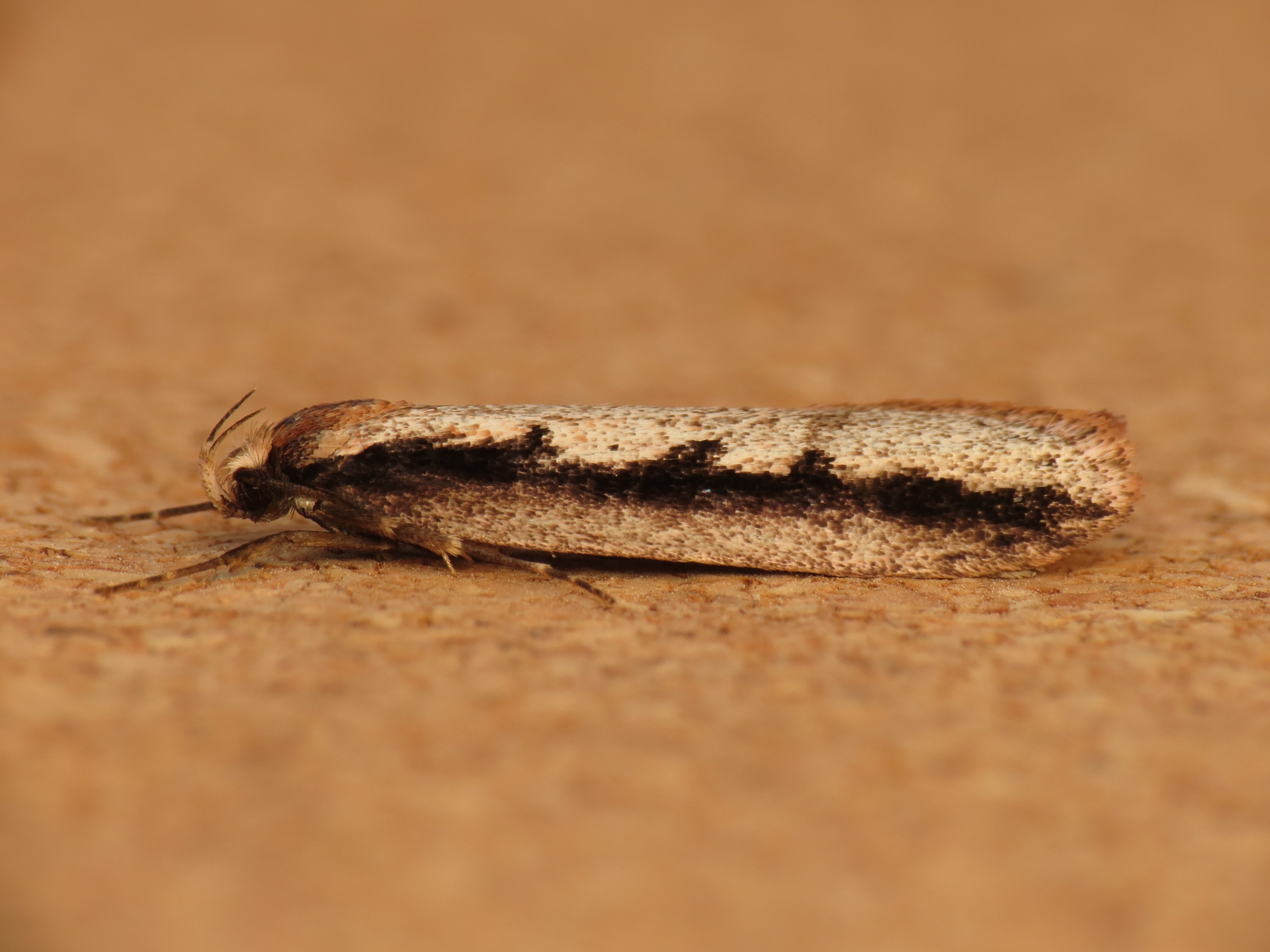
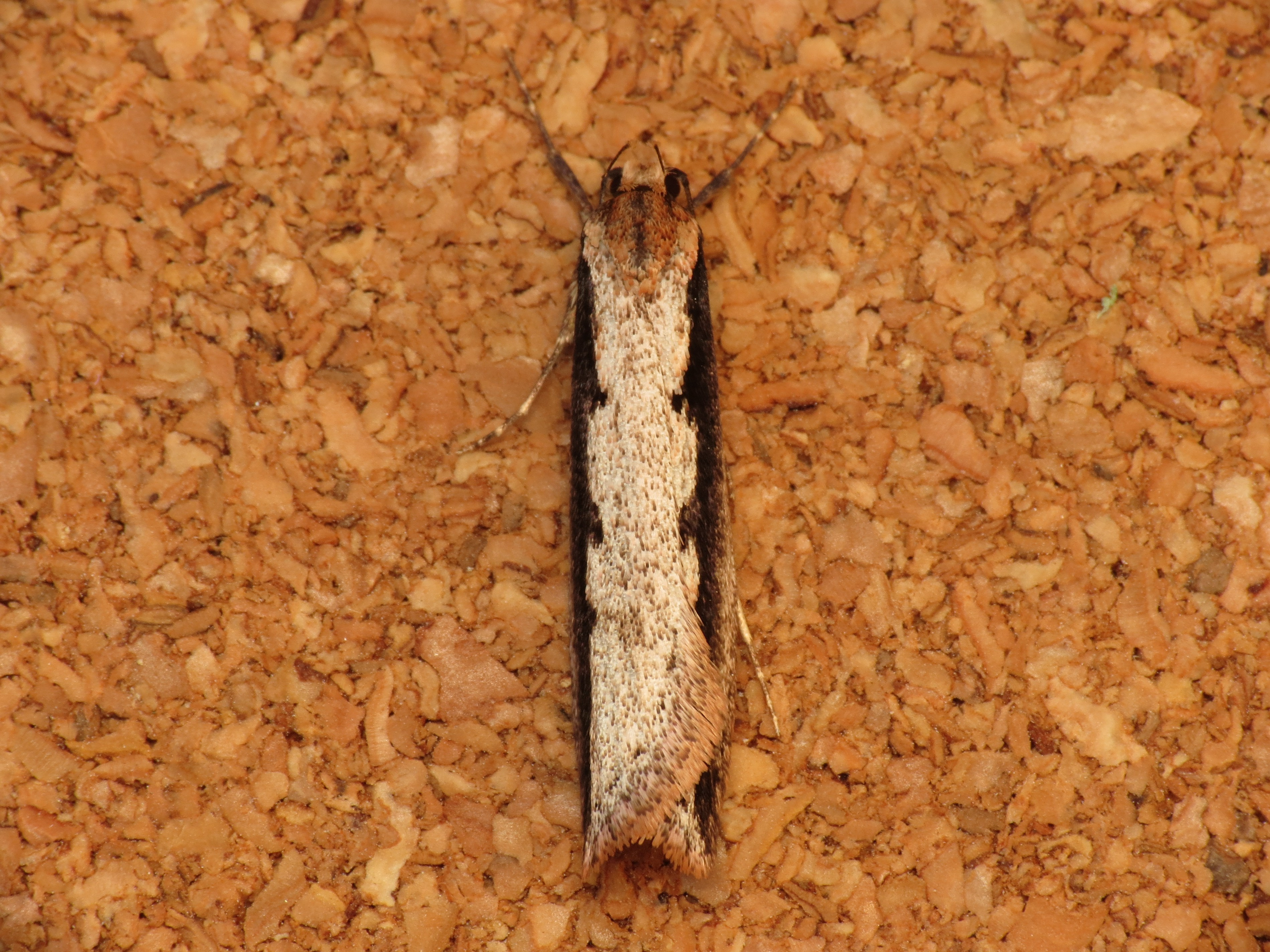

## Dottertaxa tillLeptocroca, i alfabetisk ordning[1]
- Leptocroca actinipha
- Leptocroca adelphodes
- Leptocroca adoxodes
- Leptocroca amydrosema
- Leptocroca aquilonaris
- Leptocroca balia
- Leptocroca caenosa
- Leptocroca chaetophora
- Leptocroca chersomicta
- Leptocroca clepsiphanes
- Leptocroca delosticha
- Leptocroca dryinodes
- Leptocroca dysopta
- Leptocroca epimicta
- Leptocroca eucentra
- Leptocroca eurybapta
- Leptocroca eusema
- Leptocroca grammocentra
- Leptocroca iodes
- Leptocroca ischnota
- Leptocroca lenita
- Leptocroca lindsayi
- Leptocroca meselectra
- Leptocroca nicaea
- Leptocroca notospila
- Leptocroca obliqua
- Leptocroca ophthalmias
- Leptocroca peladelpha
- Leptocroca platynephela
- Leptocroca polioleuca
- Leptocroca pseudopis
- Leptocroca sanguinolenta
- Leptocroca scholaea
- Leptocroca silicolor
- Leptocroca spanioleuca
- Leptocroca stenophanes
- Leptocroca symmadelpha
- Leptocroca synaptospila
- Leptocroca vacua
- Leptocroca variabilis
- Leptocroca xyrias
- Leptocroca zophosema